# Internet na Kubie
Internet na Kubie jest ściśle kontrolowany przez tamtejsze organy bezpieczeństwa, swoją strukturą przypominając intranet. Kubańskie władze utrzymują, że przyczyny ograniczonego dostępu do Internetu mają wyłącznie „charakter technologiczny i finansowy” i wynikają z amerykańskich sankcji, co jednak podważa opozycja, wskazując na cenzurę treści.
Według oficjalnych statystyk, pod koniec 2012 roku na Kubie było 2,87 miliona zarejestrowanych użytkowników Internetu (wliczając osoby z dostępem w miejscu pracy, nauki itp.) i 834 tysiące komputerów, z czego pół miliona podłączonych do sieci. Różne szacunki z 2015 roku podają, że dostęp do Internetu posiada od 3 do 25% mieszkańców kraju. Rząd Kuby prowadzi własną strategię rozpowszechniania Internetu, którą chce objąć całą ludność kraju do 2020 roku.

## Historia

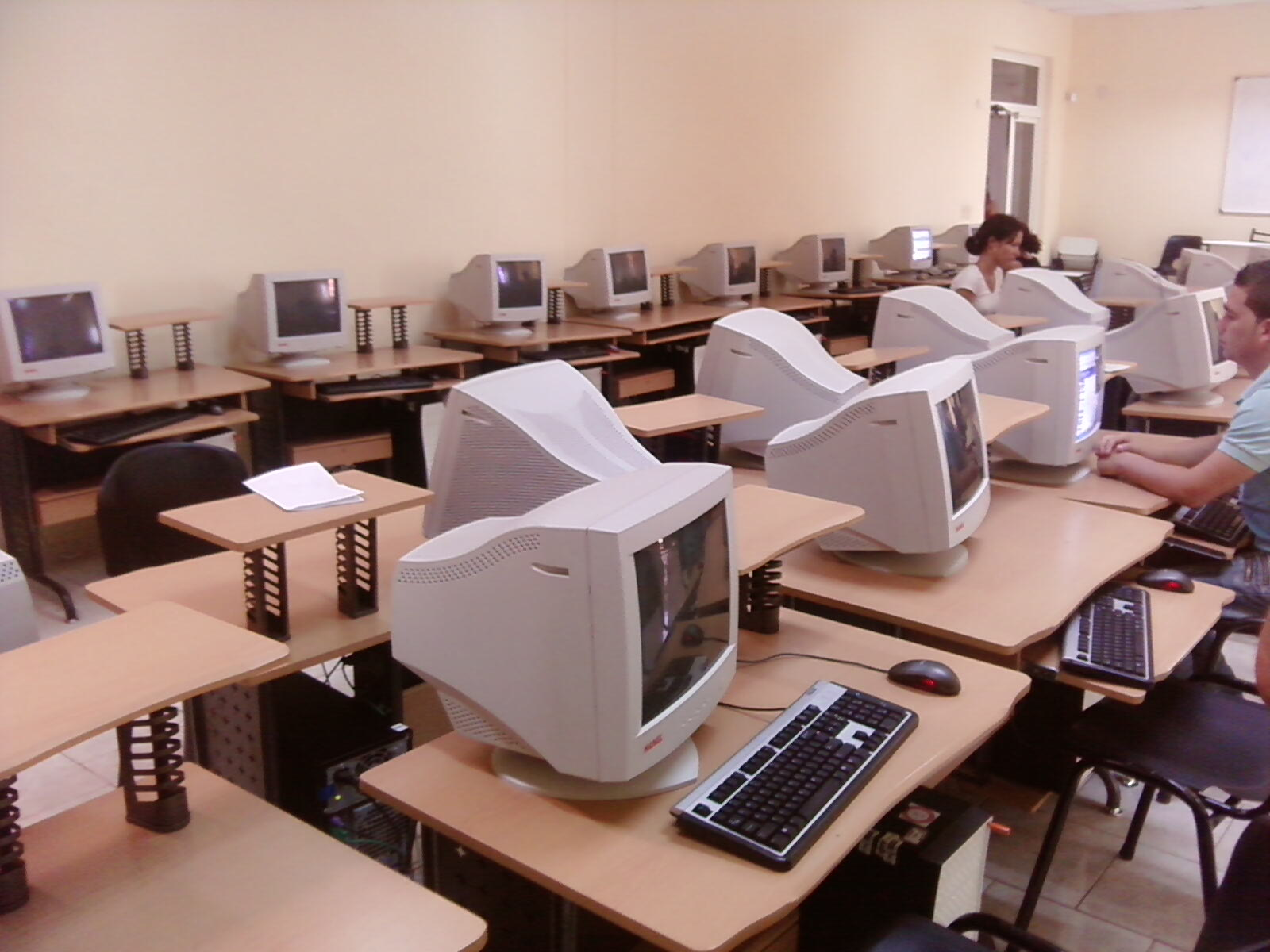
Pracownia komputerowa na Uniwersytecie Nauk Informatycznych w Hawanie

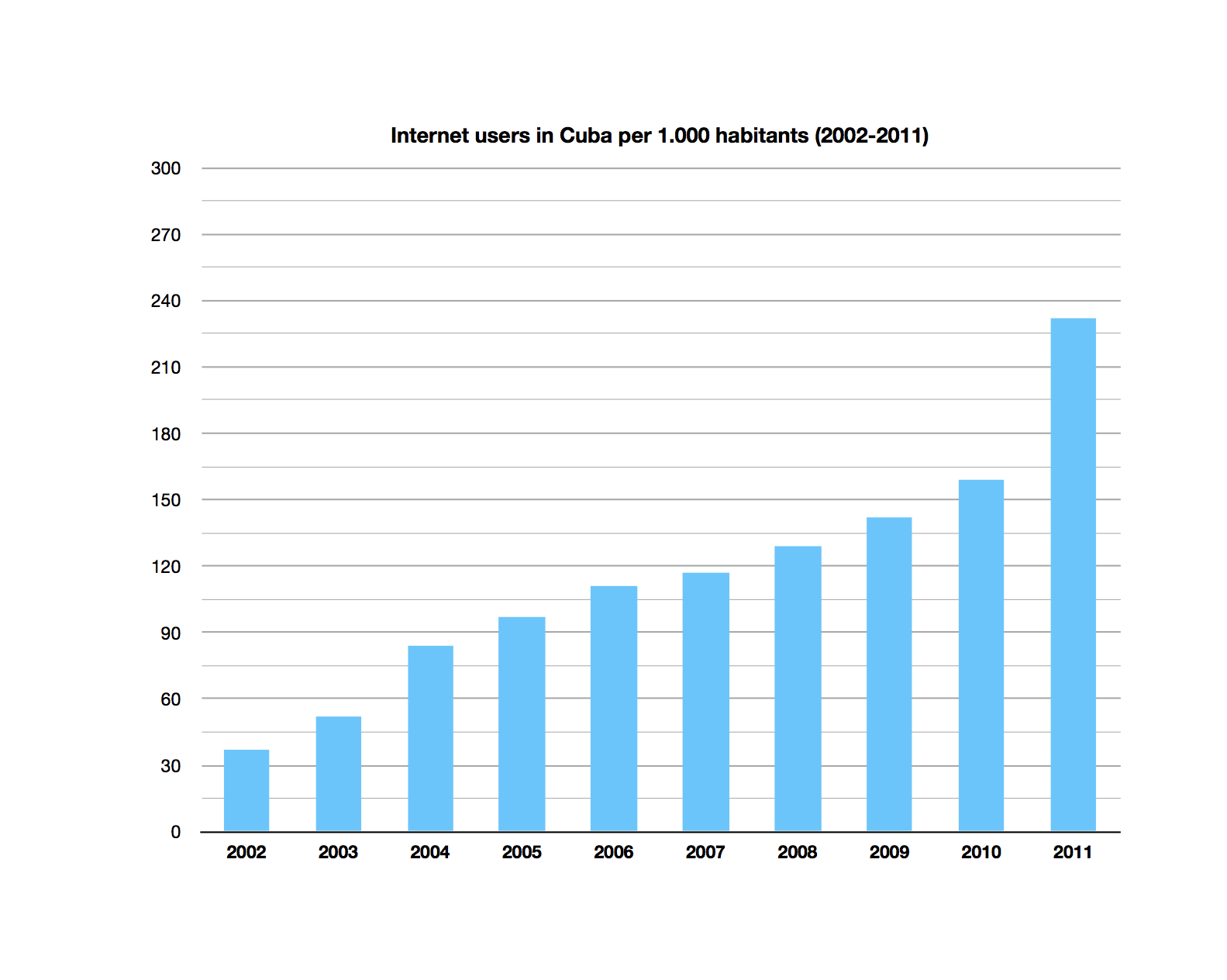
Liczba użytkowników internetu na Kubie

Kuba swoją domenę .cu otrzymała w 1992 roku. Rozwój infrastruktury niezbędnej do korzystania z Internetu na Kubie był jednak mocno ograniczony przez nałożoną w latach 60. XX wieku przez USA blokadę gospodarczą kraju, na dodatek w styczniu 2004 wprowadzono ustawę ograniczającą dostęp do Internetu obywatelom Kuby. W 2008 roku podpisano kontrakt na budowę połączenia światłowodowego długości 1550 km i łącznej przepustowości 640 Gb/s z wenezuelskiego stanu Vargas do prowincji Santiago de Cuba – podwodny światłowód położono w 2010 i uruchomiono w maju 2013. Do tego czasu internet był dostępny głównie w hotelach, kafejkach, szkołach i zakładach pracy lub poprzez łącza satelitarne, co wiązało się z niską prędkością i wysokimi opłatami. Podłączenie do sieci, realizowane przez państwowego operatora ETECSA za pomocą modemów telefonicznych, wymagało specjalnego pozwolenia, wydawanego jedynie przedstawicielom niektórych zawodów (np. pracownikom mediów). Niektórzy Kubańczycy prosili zagranicznych turystów o wysyłanie e-maili, zapisanych na pamięciach USB, spoza Kuby.
Od 2013 roku rząd kubański prowadzi działania mające na celu upowszechnienie dostępu do Internetu. W tym celu w czerwcu 2013 uruchomiono 118 państwowych kafejek internetowych w ramach usługi pod nazwą „Nauta”. Łącznie w nowo otwartych ośrodkach udostępniono 419 komputerów, za pomocą których z sieci korzystało około 1000 osób dziennie. Według szacunków ETECSA, liczba użytkowników, którzy zyskali w ten sposób dostęp do sieci wyniosła ponad 100 tys. osób w czasie pierwszych dwóch miesięcy od utworzenia punktów, w tym 60 tys. osób z dostępem do „światowych zasobów Internetu”. Opłaty za korzystanie z nich wciąż były jednak wysokie, użytkownicy chcący z nich skorzystać musieli podpisywać oświadczenie, że nie będą prowadzić w ten sposób działań mogących zaszkodzić „gospodarce, suwerenności i bezpieczeństwu narodowemu” Kuby, a do tego niektóre portale zostały objęte całkowitą cenzurą.
W 2014 roku Cubacel, kubański operator telefonii komórkowej, rozpoczął wdrażanie dostępu do poczty e-mail za pomocą telefonów komórkowych. W marcu 2015 roku rząd Kuby wydał zgodę na uruchomienie z inicjatywy artysty Kcho publicznego hotspotu w Hawanie. Kilka miesięcy później, w lipcu, po wcześniejszej zapowiedzi rzecznika operatora ETECSA, w całym kraju udostępniono 35 takich punktów nadzorowanych przez władze oraz wprowadzono obniżkę stawek w istniejących kafejkach. Wcześniej wielu mieszkańców Hawany łączyło się z Internetem poprzez biznesowe sieci Wi-Fi, ponadto w niektórych jej dzielnicach istniały nielegalne sieci dostępowe. W 2016 roku ETECSA zapowiedziała uruchomienie dostępu do szerokopasmowego Internetu w jednej z hawańskich dzielnic, z możliwością rozszerzenia zasięgu na dwie kolejne.